# Chris Klein (acteur)
Frederick Christopher 'Chris' Klein (Hinsdale, 14 maart 1979) is een Amerikaans acteur. Hij maakte in 1999 zijn film- en acteerdebuut als Paul Metzler in de komedie Election. Sindsdien speelde hij in ruim twintig andere bioscoop- en televisiefilms. Op 16 juni 2010 werd hij in Los Angeles aangehouden wegens rijden onder invloed. In 2004 werd Klein ook al met een slok op achter het stuur gearresteerd. 

## Filmografie
*Exclusief televisiefilms
| - Fear Street: Prom Queen (2025) - American Pie: Reunion (2012) - Play Dead (2009) - The Six Wives of Henry Lefay (2009) - Street Fighter: The Legend of Chun-Li (2009) - Hank and Mike (2008) - New York City Serenade (2007) - Day Zero (2007) - The Good Life (2007) - Lenexa, 1 Mile (2006) - American Dreamz (2006) - Just Friends (2005) | - The Long Weekend (2005) - Tilt-A-Whirl (2005) - The United States of Leland (2003) - We Were Soldiers (2002) - Rollerball (2002) - American Pie 2 (2001) - Say It Isn't So (2001) - Here on Earth (2000) - American Pie (1999) - Election (1999) |

- Bibsys: 4036117
- Biblioteca Nacional de España: XX1499225
- Bibliothèque nationale de France: cb14050032c (data)
- Gemeinsame Normdatei: 141801034
- International Standard Name Identifier: 0000 0001 1443 2670
- Library of Congress Control Number: n99835555
- Nationale Bibliotheek van Israël: 987007317413705171
- Nationale Bibliotheek van Polen: a0000001684111
- SNAC: w6ff4nz8
- Système universitaire de documentation: 099744503
- Virtual International Authority File: 46963238
- WorldCat: E39PBJy8ptG6wjtWTgV7wJPG73